# 파오어
파오어(Pa'O) 또는 검은 카렌어(Black Karen, 위키백과상 BLK)는 미얀마의 카렌어의 종류이다. 카렌 지방에서 쓰는 언어이다.